# Грабовац (Обреновац)
Грабовац је насеље у градској општини Обреновац у граду Београду.

## Географија
Налази се на око 7 километара западно од Обреновца, на путу Обреновац—Бањани—Уб—Ваљево. Простире се на око 10% територије обреновачке општине, што га чини највећим насељем по површини у овој општини. У насељу се налази савремени дом здравља (обновљен 2006), пошта, дом културе и две основне школе (једна осмогодишња ОШ „Грабовац” и једна четворогодишња). Насеље има водовод, више малих спортских терена и два велика — фудбалска, телефонску централу (обновљена 2006) и добро развијену путну инфраструктуру. У Грабовцу се налази Манастир Грабовац, са Црквом Светог Оца Николаја, саграђен крајем тринаестог века, који се налази у туристичкој понуди Града Београда. Према попису из 2022. било је 2.040 становника.

## Демографија
У насељу Грабовац живи 2.112 пунолетних становника, а просечна старост становништва износи 41,8 година (41,1 код мушкараца и 42,6 код жена). У насељу има 785 домаћинстава, а просечан број чланова по домаћинству је 3,30.
Ово насеље је великим делом насељено Србима (према попису из 2002. године).
|  |

| Демографија | Демографија | Демографија |
| Година      | Становника  | Становника  |
| ----------- | ----------- | ----------- |
| 1948.       | 3.359       |             |
| 1953.       | 3.462       |             |
| 1961.       | 3.268       |             |
| 1971.       | 2.988       |             |
| 1981.       | 3.072       |             |
| 1991.       | 3.149       | 2.821       |
| 2002.       | 2.596       | 2.852       |

| Етнички састав према попису из 2002.‍ | Етнички састав према попису из 2002.‍ | Етнички састав према попису из 2002.‍ | Етнички састав према попису из 2002.‍ | Етнички састав према попису из 2002.‍ |
| ------------------------------------ | ------------------------------------ | ------------------------------------ | ------------------------------------ | ------------------------------------ |
|                                      |                                      |                                      |                                      |                                      |
| Срби                                 | Срби                                 |                                      | 2.523                                | 97,18%                               |
| Роми                                 | Роми                                 |                                      | 40                                   | 1,54%                                |
| Југословени                          | Југословени                          |                                      | 6                                    | 0,23%                                |
| Црногорци                            | Црногорци                            |                                      | 2                                    | 0,07%                                |
| Хрвати                               | Хрвати                               |                                      | 2                                    | 0,07%                                |
| Румуни                               | Румуни                               |                                      | 2                                    | 0,07%                                |
| Словенци                             | Словенци                             |                                      | 1                                    | 0,03%                                |
| Муслимани                            | Муслимани                            |                                      | 1                                    | 0,03%                                |
| непознато                            | непознато                            |                                      | 11                                   | 0,42%                                |

| Година пописа     | 1948. | 1953. | 1961. | 1971. | 1981. | 1991. | 2002. |
| ----------------- | ----- | ----- | ----- | ----- | ----- | ----- | ----- |
| Број домаћинстава | 613   | 653   | 729   | 746   | 801   | 844   | 785   |

| Број чланова      | 1   | 2   | 3   | 4   | 5   | 6  | 7  | 8  | 9 | 10 и више | Просек |
| ----------------- | --- | --- | --- | --- | --- | -- | -- | -- | - | --------- | ------ |
| Број домаћинстава | 170 | 160 | 128 | 109 | 101 | 72 | 27 | 10 | 3 | 5         | 3,30   |

| Пол    | Укупно | Неожењен/Неудата | Ожењен/Удата | Удовац/Удовица | Разведен/Разведена | Непознато |
| ------ | ------ | ---------------- | ------------ | -------------- | ------------------ | --------- |
| Мушки  | 1.119  | 329              | 680          | 81             | 29                 | 0         |
| Женски | 1.080  | 184              | 661          | 221            | 12                 | 2         |
| УКУПНО | 2.199  | 513              | 1.341        | 302            | 41                 | 2         |

| Пол    | Укупно                    | Пољопривреда, лов и шумарство | Рибарство                            | Вађење руде и камена | Прерађивачка индустрија       |
| ------ | ------------------------- | ----------------------------- | ------------------------------------ | -------------------- | ----------------------------- |
| Мушки  | 699                       | 405                           | 0                                    | 0                    | 113                           |
| Женски | 391                       | 288                           | 0                                    | 0                    | 12                            |
| УКУПНО | 1.090                     | 693                           | 0                                    | 0                    | 125                           |
| Пол    | Производња и снабдевање   | Грађевинарство                | Трговина                             | Хотели и ресторани   | Саобраћај, складиштење и везе |
| Мушки  | 43                        | 25                            | 32                                   | 0                    | 38                            |
| Женски | 4                         | 0                             | 22                                   | 4                    | 13                            |
| УКУПНО | 47                        | 25                            | 54                                   | 4                    | 51                            |
| Пол    | Финансијско посредовање   | Некретнине                    | Државна управа и одбрана             | Образовање           | Здравствени и социјални рад   |
| Мушки  | 1                         | 5                             | 16                                   | 9                    | 3                             |
| Женски | 2                         | 5                             | 7                                    | 17                   | 14                            |
| УКУПНО | 3                         | 10                            | 23                                   | 26                   | 17                            |
| Пол    | Остале услужне активности | Приватна домаћинства          | Екстериторијалне организације и тела | Непознато            | Непознато                     |
| Мушки  | 6                         | 0                             | 0                                    | 3                    | 3                             |
| Женски | 3                         | 0                             | 0                                    | 0                    | 0                             |
| УКУПНО | 9                         | 0                             | 0                                    | 3                    | 3                             |